# Americano Futebol Clube
Americano Futebol Clube é uma agremiação esportiva sediada em Campos dos Goytacazes, no Estado do Rio de Janeiro, no Brasil, fundado em 1 de junho de 1914. 
Em 1987 o clube venceu o Troféu Heleno Nunes, nome oficial do Módulo Azul do Campeonato Brasileiro de Futebol. A competição era equivalente a Série B do Campeonato Brasileiro, entretanto não é reconhecida pela CBF como tal , apesar de ser um título oficial.
O Americano é o clube do Estado do Rio de Janeiro que mais disputou o Campeonato Brasileiro de Futebol - Série B, com 20 participações, é o maior campeão citadino, o primeiro clube do interior do estado do Rio de Janeiro a vencer a Taça Guanabara e a Taça Rio, e também o único clube de sua região estadual a ter sido campeão no Estádio do Maracanã.
Empatado com o Andarahy Athletico Club, é o oitavo clube com mais presenças no G-4 do Campeonato Carioca (6), ficando a frente do campeão de 1912, o Paissandu, décimo colado (5), sendo, portanto, o mais presente clube do interior entre aqueles mais bem colocados.

## História

### Fundação e primeiros anos
No mês de abril de 1914, esteve em Campos para jogar contra um combinado local, o time do America Football Club, uma das melhores equipes do Brasil na época e que era o atual campeão carioca.
O jogo deveria ser contra uma equipe formada pelos melhores jogadores da cidade, mas o presidente da Liga Campista de Desportos, Múcio da Paixão, resolveu que o time teria dois jogadores de cada time, o que não foi aceito por muitos dos atletas que acabaram formando uma outra equipe para também enfrentar os cariocas, contrariando a vontade do dirigente maior da Liga Campista.
O combinado dos melhores jogadores de Campos, liderado por Luiz Pamplona, do Clube Esportivo Rio Branco, Nelson Póvoa, do Aliança, e Sinhô Campos, do Luso-Brasileiro, se reuniram no caldo do Zezé Póvoa, no centro da cidade, para escalar o selecionado que jogaria contra o time rubro do Rio de Janeiro, fato que foi apresentado e não aceito pela liga, que ameaçou puni-los, caso a partida fosse realizada, mas eles não se intimidaram e jogaram assim mesmo, tendo perdido o jogo por 3 a 1, bem menos do que o time posto em campo por Múcio, que saiu derrotado por 6 a 0.
Surgiu daí a ideia de formar um novo clube de futebol na cidade. Em uma palestra no Hotel Internacional, proferida após a partida pelo jogador Belfort Duarte, que quando soube do movimento logo sugeriu o nome de América para o novo clube, o que foi de muito agrado. Mas por intervenção dos irmãos Bertoni, uruguaios que jogavam no time do Rio, e que ficaram em Campos por uns dias como convidados dos irmãos Pamplona, o clube se chamaria Americano Futebol Clube, nome de um antigo time de São Paulo, pelo qual os uruguaios haviam jogado e que tinha fechado as portas sem conhecer o desgosto de uma derrota sequer. A ideia logo conquistou os adeptos e esse foi o nome de batismo do novo clube.
A data de fundação foi 3 de maio de 1914 e as cores adotadas foram o preto e o branco em homenagem ao Clube de Regatas Saldanha da Gama, do qual todos eram sócios. O Rio Branco, que teve a perda de oito jogadores para o Americano, foi o escolhido para ser o primeiro adversário oficial, em jogo que ocorreu a 12 de maio, com vitória do alvinegro por 4 a 1.
O maior vencedor da história do Campeonato Fluminense de Futebol (relativo ao Estado do Rio de Janeiro pré-fusão com o Estado da Guanabara) ao lado do Goytacaz e maior clube da cidade de Campos dos Goytacazes, o Americano ingressou no Campeonato Carioca em 1976 (antes mesmo da fusão das federações carioca e fluminense de futebol). A partir de 1978, com a fusão dessas federações, o clube voltou a disputar o Campeonato Fluminense.
Em 1920, o Americano Futebol Clube foi campeão do primeiro Torneio Preparatório do Brasil. Em 1920, com apenas 6 anos de existência, o clube já ostentava, em suas fileiras, dois jogadores convocados para a Seleção Brasileira: Soda e Mário Seixas. Nesse  mesmo  ano  o Americano disputou  uma  partida  amistosa contra  a seleção do Uruguai, que viria a ser campeã olímpica dois anos depois, se  sagrando vencedor,o placar foi Americano 3 a 0 Uruguai. Em 1921 o Americano fez sua primeira partida contra um dos quatro grandes do Rio de Janeiro, o resultado do amistoso foi C.R. Flamengo 0 a 5 Americano. Em 1930, outro jogador alvinegro foi convocado para disputar a Copa do Mundo do Uruguai: Poli, Policarpo Ribeiro, que inclusive foi homenageado com uma placa no Hall Social do clube. Em termos de título, o que mais orgulha o torcedor do alvinegro campista é o inédito título de eneacampeão campista e do interior do Rio de Janeiro, uma conquista inédita. São nove títulos consecutivos por duas ocasiões.

### Décadas de 60 e 70: anos dourados
Em 1966, o Americano foi vice-campeão da Zona Central da Taça Brasil, o campeão foi o Cruzeiro Esporte Clube.
Entre os anos de 1967 e 1975, o Americano somou os nove títulos seguidos.
O jogo decisivo do Campeonato Campista de 1975 e que consagrou o Americano nove vezes seguidas campeão, foi disputado na noite de 17 de fevereiro de 1976. O Jornal dos Sports do dia seguinte publicava: Com um gol de Paulo Roberto, de pênalti, aos quarenta minutos da fase final, o Americano sagrou-se eneacampeão campista de futebol ao derrotar o Goitacás, ontem à noite, no Estádio Godofredo Cruz, na terceira partida da série melhor de quatro pontos que indicou o campeão de 1975. A renda foi de 115 055 cruzeiros, com 8 125 pagantes e o juiz, com boa atuação, o carioca José Roberto Wright. Os dois times formaram assim: Americano - Dorival; Nei Dias, Luisinho, Luís Alberto e Capetinha; Ico, Russo e Rangel; Luís Carlos, Dionísio e Paulo Roberto; Goytacaz - Miguel; Totonho, Paulo Marcos, Nad e Júlio César; Ricardo Batata, Wílson Bispo e Naldo (Pontixeli); Piscina, Tuquinha e Chico.
Em 14 de Julho de 1975, o Americano Futebol Clube fez um amistoso contra a Seleção Brasileira de amadores empatando em 1 a 1, amistoso esse realizado para marcar a reabertura do Estádio Godofredo Cruz. Pela equipe alvinegra atuaram: Paulão (Bodoque), Nei Dias, Paulo César, Luís Alberto e Capetinha; Jairo, Didinho (Mundinho) e João Francisco; Luís Carlos, Chico Preto e Paulo Roberto (Wallace). Pela Seleção Brasileira de amadores atuaram: Carlos; Carlos Alberto, Dick, Xará e Betinho; Celso, Aguillar (Éder) e Toninho Vanusa; Brida, Tião Marçal (Jarbas) e Da Silva.
Na Primeira Divisão do Campeonato Brasileiro, o Americano foi incluído, como parte da fusão entre dois Estados brasileiros, no Campeonato Nacional de 1975, tornando-se, com isso, o primeiro clube do lugar e até mesmo do interior do novo Estado do Rio de Janeiro, a participar de tal certame.
O Jornal dos Sports de 25 de agosto de 1975 estampava o título: "Campos vibra com Americano: 2 x 1 no Santos". Da matéria faziam parte algumas apreciações como as que se seguem: "O time mostrou que está no Campeonato pra valer. Jogou com entusiasmo, venceu e provou que nem só dos cariocas vive o futebol do novo Estado".
A ficha técnica desse jogo, o da estreia no Campeonato Brasileiro, está aqui: Americano - Dorival; Nei Dias, Mundinho (Luisinho), Luís Alberto e Capetinha; Ico e Didinho; Luís Carlos, Rangel, Messias e Paulo Roberto. Santos - Joel; Tuca, Oberdan, Bianchi e Zé Carlos; Clodoaldo e Didi (Alceu); Mazinho, Cláudio Adão, Toinzinho e Edu. Arbitragem de Luís Carlos Félix, auxiliado por Paulo Antunes e Célio Couto. Renda de Cr$ 191.000,00 (14.307 pagantes). 1º tempo - Empate de 1 a 1 (Paulo Roberto aos 10' e Mazinho aos 43'). Final - Americano 2 a 1 (Rangel aos 42').
O seu melhor desempenho foi a 27° colocação em 1978, entre 74 participantes. No Campeonato Carioca, sua melhor colocação foi o vice-campeonato de 2002, ano em que conquistou a Taça Guanabara (Primeiro Turno) e a Taça Rio (Segundo Turno).

### Décadas de 80 e 90: boas campanhas
Em 1987, representou o Estado do Rio de Janeiro no Campeonato Brasileiro de Seleções Estaduais, sagrando-se campeão, numa final histórica contra a Seleção de São Paulo, que ostentava cinco jogadores da Seleção Brasileira.
Atuou trinta e duas vezes no Campeonato Brasileiro de Futebol, sendo sete vezes na Série A, vinte na Série B e cinco na Série C. Foi campeão do Módulo Azul do Campeonato Brasileiro de 1987 (um dos dois módulos considerados por alguns autores como equivalentes à Série B, mas que não é considerado oficialmente pela CBF como uma edição da Segunda Divisão), segundo colocado do grupo F do Torneio Paralelo de 1986 (uma espécie de Série B, mas a competição não teve uma decisão oficial e o vice não é reconhecido pela CBF) e quarto colocado em três edições da Série B (1988, 1991, 1994).
Em 15 de março de 1980, o Americano aplicou sua maior goleada em campeonatos brasileiros, ao derrotar o Botafogo-BA por 7 a 0 na casa do adversário.
Tem outro trunfo no futebol do estado do Rio de Janeiro: foi a primeira equipe do interior a vencer a Taça Guanabara e a Taça Rio.
Em 1993, o Americano Futebol Clube tirou uma invencibilidade de 32 partidas do Club de Regatas Vasco da Gama, derrotando a equipe carioca no Estádio Godofredo Cruz pelo placar de 1 a 0, gol marcado por Pelica, aos 47 minutos da primeira etapa. No início dos anos 2000, o Americano Futebol Clube fez um amistoso com a seleção de Angola, vencendo a partida pelo placar de 3 a 1.

### Americano pelo mundo
Tantas vezes campeão do lugar, fato que orgulha a torcida alvinegra, o Americano também viajou ao exterior nos anos de 1981,1984,1986 e 1996 jogando no Oriente Médio , Ásia e Equador onde obteve os seguintes resultados:
1981
13 de março empatou de 0x0 com a Seleção Catari de Futebol
14 de março derrotou a Seleção dos Seleção Emiradense de Futebol por 4x2; 
20 de março venceu o Al-Ahli Saudi Football Club  por 2x0; 
21 de março empatou de 1x1 com o Al-Ettifaq; 
23 de março perdeu de 1x0 para a Seleção Kuwaitiana de Futebol; 
28 de março foi derrotado por 2x1 pelo Hallelujah FC( Coréia do Sul) 
1 de abril empatou de 2x2 com a Seleção da Coréia do Sul ;
5 de abril perdeu de 1x0 para a mesma Seleção da Coréia do Sul; 
10 de abril  perdeu de 3x2 pra a Seleção Tailandesa de Futebol;
14 de abril empatou de 2x2 com a Seleção Malaia de Futebol ;
18 de abril goleou por 5x1 a Seleção Indonésia de Futebol ;
20 de abril  venceu espetacularmente o PSP Padang por 8x1;
22 de abril, encerrou seu primeiro giro ao exterior, empatando de 0x0 com a Seleção Indonésia de Futebol. 
Nessa excursão o Americano se exibiu em [[Jedah, Daman, Kwuait, Seul, Bangkok e Kuala Lumpur.
1984
No ano de 1984 o Americano realizou uma excursão para a Ásia onde disputou o Torneio Dunhill Intercity em Kuala Lumpur organizado pela Kuala Lumpur FA(Malásia), antes do início do Torneio o Americano fez 2 amistosos contra a Seleção de Omã e após o Torneio se despediu da excursão internacional no Oriente Médio realizando amistosos contra Seleção de Dubai ,Emirados Árabes, Al Nassr e a Seleção da Arábia Saudita, confiram os resultados.
17/01/84 Americano 1x0 Seleção Omanense de Futebol (Malásia);
19/01/84 Americano 4x2 Seleção Omanense de Futebol (Malásia);
24/01/84 Americano 0x1 Seleção de Tóquio (Dunhill Intercity);
27/01/84 Americano 4x0 Seleção Malaia de Futebol (Dunhill Intercity);
29/01/84 Americano 0x2 Swansea City Association Football Club (Dunhill Intercity);
30/01/84 Americano 1x2 Seleção de Tóquio (Dunhill Intercity);
05/02/84 Americano 1x0 Seleção Dubai(Dubai)
07/02/84 Americano 1x2 Seleção Emiradense de Futebol (Dubai)
09/02/84 Americano 1x0 Al-Nassr Football Club (Arábia Saudita)
13/02/84 Americano 1x0 Seleção Saudita de Futebol(Arábia Saudita)
1986
No ano de 1986 o Americano foi convidado para representar o Brasil  no Iraque onde foi promovido  um torneio amistoso em homenagem ao líder Saddam Hussein. Além da equipe campeã nacional naquela temporada, o Al-Talaba, fizeram parte da competição outras nove equipes: um combinado de atletas de Bagdá (Seleção do Iraque); os clubes Al-Rasheed, Al-Zawra’a e Al-Shorta, todos de Bagdá; o Al-Faysali, de Omã; o Al-Fahaheel, do Kuwait; o WAC Casablanca, do Marrocos; a seleção do Quênia; e o Americano Futebol Clube. Segue abaixo a lista de jogos do Glorioso , onde ele terminou em terceiro lugar:
17 de agosto Bagdá XI ( Seleção Iraquiana de Futebol)2-0 Americano;
19 de agosto Americano 3-0 Al-Faisaly Football Club
21 de agosto Americano 2-1 Al-Talaba Sport Club ( Campeão Iraquiano)
23 de agosto Americano 4-0 Seleção Queniana de Futebol
Semifinais
27 de agosto Al Rasheed 2-1 Americano 
29 de agosto Partida do terceiro lugar Americano 2-0 Al-Zawra'a Sports Club
1996
No ano de 1996 o Americano foi ao Equador fazer amistosos , alguns deles tendo o Americano perdido por 1-0 contra o Club Deportivo El Nacional e pelo placar de 2-0 para a Liga Deportiva Universitaria (Quito).
O Americano ainda realizou ao longo da sua historia  outros amistosos internacionais jogando em Campos e também na Granja Comary, são esses:
1920 Americano 3x0 Seleção Uruguaia de Futebol
1986 Americano 2-1 Seleção Camaronesa de Futebol
1987 Americano 1-0 Seleção Chinesa de Futebol ( primeira partida de futebol transmitida ao vivo para a China)
1987 Americano  1-0 Atlético Petróleos de Luanda
1991 Americano 1-1 Seleção Saudita de Futebol (Granja Comary )
2005 Americano 3-1 Seleção Angolana de Futebol

### Anos recentes

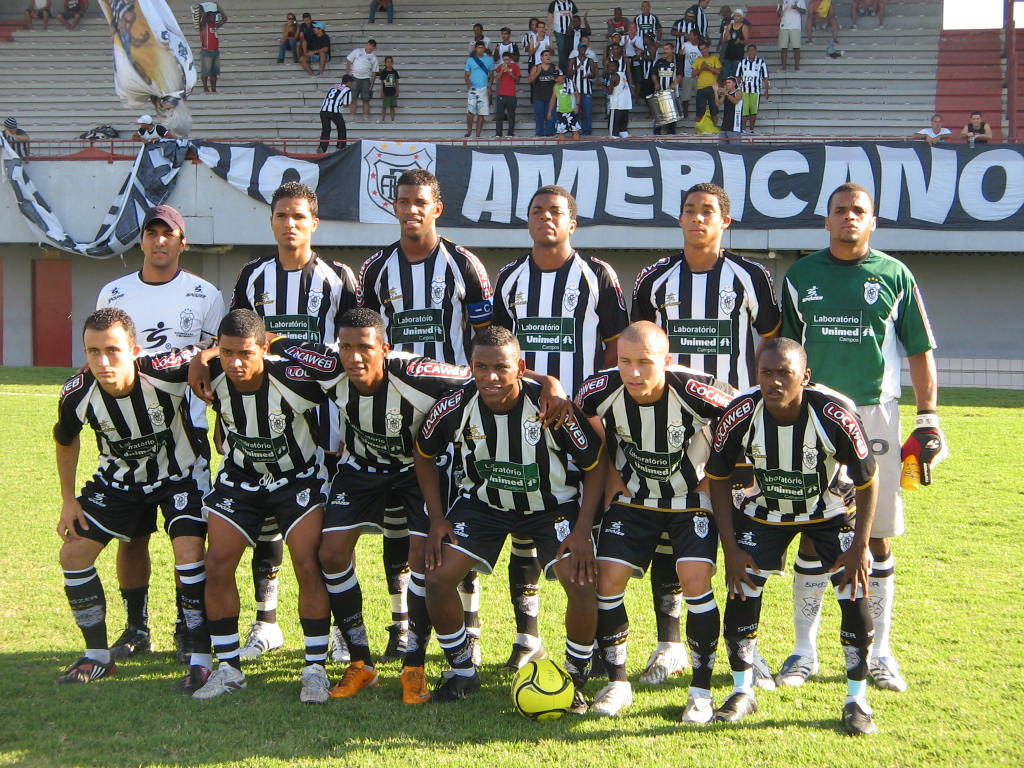
Time vice campeão da Copa Rio de 2008

Após muitos anos sem jogar um amistoso internacional, o Americano enfrentou o Huracán Buceo, do Uruguai, em 2008, no Estádio Godofredo Cruz, vencendo a partida amistosa pelo placar de 4 a 0.
No ano de 2009, participou da Copa do Brasil e, na primeira fase, eliminou o Santa Cruz, vencendo os dois confrontos. Na segunda fase, eliminou, nos pênaltis, o Botafogo, em confronto válido pela segunda fase da Copa do Brasil de 2009. Foi eliminado nas oitavas-de-final pela Ponte Preta, após empatar o primeiro jogo no Estádio Godofredo Cruz e perder por 2 a 1 no jogo de volta. No mesmo ano, se sagrou campeão do Torneio Moisés Mathias de Andrade, após derrotar, por 1 a 0, a equipe do Mesquita no Estádio Jornalista Mário Filho com um gol do atacante Kieza, aos 44 minutos do segundo tempo.
Já em 2010, o time voltou a passar por momentos de dificuldade durante a disputa do Campeonato Csrioca: ficou na zona de rebaixamento por diversas rodadas até a contratação de Toninho Andrade (em sua quinta passagem pelo time), que levou a equipe a uma arrancada de quatro jogos invictos, incluindo uma vitória sobre o Vasco na casa do rival.
Em 2011, faz uma péssima Taça Guanabara, terminando em sétimo lugar no seu grupo, com apenas cinco pontos ganhos. Entretanto, se recuperou na Taça Rio, quase se classificando paras as semifinais, ficando em terceiro colocado, dois pontos atrás do segundo colocado, o Flamengo. Por fim, ficou em oitavo lugar na classificação geral e conseguiu uma vaga na Série D de 2011. Porém o presidente Luiz César Gama preferiu não disputar o campeonato por falta de recursos financeiros.
Em 15 de abril de 2012, após péssima campanha, foi selado o primeiro rebaixamento do Americano para a Série B do Campeonato de Futebol do Estado do Rio de Janeiro. O clube terminou o Campeonato em décimo sexto (16º) lugar, com apenas nove (9) pontos conquistados em quarenta e cinco (45) possíveis.
Em 2015 o Americano fez uma excelente campanha na Segunda Divisão se sagrando Vice-Campeão da Taça Santos Dumont e Campeão da Taça Corcovado , ambas finais disputadas contra a Associação Atlética Portuguesa (Rio de Janeiro), mesmo tendo sido respectivamente Vice e Campeão dos dois turnos que disputou não conseguiu o acesso para a primeira Divisão por causa do formato da competição.
Em 2017 após ter sido Vice-Campeão da Copa Rio de 2017 conseguiu a vaga para disputar o Campeonato Brasileiro de Futebol - Série D de 2018 , onde ficou na terceira colocação de seu grupo, no mesmo ano de 2018  o Americano disputou a divisão de acesso do Campeonato estadual se sagrando Campeão da Taça Santos Dumont e sendo Vice-Campeão da Segunda Divisão do Rio, sendo superado na final pelo America. . Ainda em 2018 o Americano sagrou-se Campeão da Copa Rio de 2018. Após ter sido Vice-Campeão da Segunda divisão do Rio e Campeão da Copa Rio o Americano conseguiu consecutivamente as  vagas   para a Seletiva do Campeonato Carioca de Futebol de 2019 e Copa do Brasil de Futebol de 2019 , após passar pela seletiva o Americano avançou para a fase principal da Primeira divisão mas  não obteve sucesso  e foi rebaixado pela segunda vez para a Série A2.

## Estádio
O Americano mandava os seus jogos no Estádio Godofredo Cruz, que já teve capacidade para 25 000 espectadores. Porém, em 2009, o estádio teve a capacidade reduzida para 9 000 pessoas pela Defesa Civil, por motivos de segurança, vindo a ser demolido em 2014.
Em troca, pela venda do terreno onde ficava o estádio, a Imbeg, empresa de Campos especializada em construções civis, custeou a edificação do início ao fim do novo centro de trenamento do clube na cidade, localizado no bairro de Guarus. O Centro de Treinamento Eduardo Viana, novo endereço do clube, centralizará toda e qualquer atividade do Americano, e último passo dos planos do clube é construir ali um estádio com capacidade inicial para 11 mil pessoas,
 mas ao final da construção a capacidade será para 24.000 espectadores.

## Títulos
| ESTADUAIS                              | ESTADUAIS                               | ESTADUAIS | ESTADUAIS |
|                                        | Competição                              | Títulos   | Temporadas |
| -------------------------------------- | --------------------------------------- | --------- | --- |
|                                        | Campeonato Fluminense                   | 5         | 1964, 1965, 1968, 1969 e 1975 |
|                                        | Copa Rio                                | 1         | 2018 |
| TURNOS E TORNEIOS EM ANEXO AO ESTADUAL |                                         |           | |
|                                        | Competição                              | Títulos   | Temporadas |
|                                        | Taça Guanabara                          | 1         | 2002 |
|                                        | Taça Rio                                | 1         | 2002 |
|                                        | Taça Corcovado                          | 1         | 2015 |
|                                        | Taça Santos Dumont                      | 1         | 2018 |
|                                        | Campeonato do Interior                  | 3         | 1991, 1992 e 1993 |
|                                        | Torneio Moisés Mathias de Andrade       | 1         | 2009 |
|                                        | Trofeu do Interior                      | 1         | 2016 |
| MUNICIPAIS                             |                                         |           | |
|                                        | Competição                              | Títulos   | Temporadas |
|                                        | Campeonato Campista                     | 27        | 1915, 1919, 1921, 1922, 1923, 1925, 1930, 1934, 1935, 1939, 1944, 1946, 1947, 1950, 1954, 1964, 1965, 1967, 1968, 1969, 1970, 1971, 1972, 1973, 1974, 1975 e 1977 |
|                                        | Torneio Inicio do Campeonato Campista   | 4         | 1957, 1961, 1964 e 1965 |
|                                        | Torneio Cidade de Campos dos Goytacazes | 3         | 1968, 1970 e 1971 |
|                                        | Taça Jane Figueiredo                    | 1         | 1922 |
| EXTRAOFICIAIS                          |                                         |           | |
|                                        | Competição                              | Títulos   | Temporadas |
|                                        | Troféu Heleno Nunes (Módulo Azul)       | 1         | 1987 |

Torneio Governador Geremias Fontes/RJ       1969
Torneio Leonidas Sampaio /RJ    1986
Torneio Preparatorio/RJ. 1920
Torneio Leonidas Sampaio 1986

### Taças comemorativas
- Taça Cidade de Campos Internacional(Match Comemorativo com a Seleção da China):1987
- Taça Centenário de Dom Pedro II(Match Comemorativo com Serrano Futebol Clube):1925
- Festival Esportivo do Bonsucesso Futebol Clube: 1922

### Campanhas de destaque
- Campeonato Brasileiro Série A 8º colocado (1966)
- Campeonato Brasileiro Série B 4º colocado (1988, 1991 e 1994)
- Campeonato Brasileiro Série C 3º colocado (2004)
- Vice-campeão da Zona Central da Taça Brasil (1966)
- Oitavas de Final da Copa do Brasil: 2 (2004 e 2009)
- Vice-campeão  Fluminense: 4 (1964 Extra, 1971, 1974 e 1978)
- Vice-campeão Estadual Série A: 1 (2002)
- Vice-campeão Estadual Série B1: 1 (2018)
- Vice-campeão Copa Rio: 3 (1991, 2008 e 2017)
- Vice-campeão Taça Guanabara: 2 (1980 e 2005)
- Vice-campeão Taça Rio: 1 (2006)
- Vice-campeão Invicto - Taça Cidade da Serra-ES (2001)

### Categorias de Base
- Campeão Sub-09 do Torneio Consolação Série Ouro( Taça Guanabara) (2023)
- Campeão do Torneio do Interior Juniores (2016)
- Campeão da 1ª Copa Brasil Junior do Rio de Janeiro:(2001)
- Campeão Metropolitano RJ Sub 13 :(2022)
- Campeão Metropolitano RJ Sub 14 :(2022)
- Vice-Campeonato Brasileiro de Juniores:(2000)
- Vice-Campeonato Brasileiro de Juvenis: (1998)
- DecaCampeão Campista Juvenil
- Pentacampeão Taça Cidade de Campos Juvenil
- Octacampeão Campeão Campista Infantil
- Tetracampeão Taça Cidade de Campos Infantil
- Campeão da Copa da Baixada Campista Sub-14 (2018)
- Campeão da Taça Guarus Sub-14 (2014)

## Estatísticas

### Temporadas
|  | Participações em 2025 |

| Competição            | Temporadas | Melhor campanha                | Estreia | Última | P | R |
| --------------------- | ---------- | ------------------------------ | ------- | ------ | - | - |
| Campeonato Carioca    | 40         | Vice-campeão (2002)            | 1976    | 2021   |   | 1 |
| Série A2              | 11         | Vice-campeão (2018)            | 2013    | 2025   | 1 | – |
| Campeonato Fluminense | 24         | Campeão (5 vezes)              | 1936    | 1978   | – |   |
| Campeonato Brasileiro | 8          | 8º colocado (1966)             | 1966    | 1983   |   | – |
| Série B               | 20         | 4º colocado (1988, 1991, 1994) | 1980    | 2002   | 2 | 2 |
| Série C               | 5          | 3º colocado (2004)             | 1999    | 2006   | 1 | – |
| Série D               | 1          | 37º colocado (2018)            | 2018    | 2018   | – |   |
| Copa do Brasil        | 9          | Oitavas de final (2004 e 2009) | 2000    | 2019   |   |   |

### Confrontos contra os principais adversários
Nesta estatística não constam alguns jogos do Campeonato Campista, jogos de outras competições promovidas pelas ligas de futebol de Campos dos Goytacazes, de vários torneios e de vários amistosos. Carece de confirmação também o local da realização de parte dos jogos contabilizados.
- Atualizado em 6 de maio de 2018.

| Clube                  | J   | V  | E  | D  | GP  | GC  | SG   |
| América-MG             | 10  | 3  | 3  | 4  | 6   | 8   | -2   |
| America-RJ             | 80  | 29 | 28 | 23 | 84  | 87  | -3   |
| América-RN             | 3   | 0  | 1  | 2  | 3   | 7   | -4   |
| América-SP             | 2   | 1  | 1  | 0  | 1   | 0   | 1    |
| América-Três Rios      | 10  | 4  | 3  | 3  | 8   | 8   | 0    |
| Anapolina-GO           | 5   | 1  | 0  | 4  | 9   | 10  | -1   |
| Anápolis-GO            | 3   | 3  | 0  | 0  | 7   | 3   | 4    |
| Angra dos Reis         | 4   | 3  | 0  | 1  | 6   | 4   | 2    |
| Atlético-GO            | 2   | 2  | 0  | 0  | 3   | 1   | 2    |
| Atlético-MG            | 2   | 2  | 0  | 0  | 1   | 5   | -4   |
| Atlético-PR            | 4   | 0  | 1  | 3  | 1   | 7   | -6   |
| Audax-Sendas           | 9   | 2  | 3  | 4  | 11  | 14  | -3   |
| Avaí                   | 4   | 2  | 1  | 1  | 3   | 5   | -2   |
| Bahia                  | 4   | 0  | 1  | 3  | 1   | 11  | -10  |
| Bangu                  | 79  | 29 | 31 | 19 | 76  | 74  | 2    |
| Barra da Tijuca        | 7   | 4  | 1  | 2  | 13  | 9   | 3    |
| Barra Mansa            | 5   | 2  | 1  | 2  | 6   | 7   | -1   |
| Boavista               | 10  | 2  | 3  | 5  | 11  | 18  | -7   |
| Bonsucesso             | 20  | 8  | 7  | 5  | 33  | 29  | 4    |
| Botafogo               | 87  | 17 | 18 | 52 | 77  | 168 | -91  |
| AD Cabofriense         | 13  | 9  | 3  | 1  | 25  | 10  | 15   |
| Campo Grande           | 34  | 9  | 14 | 11 | 30  | 30  | 0    |
| Campos AA              | 84  | 50 | 23 | 11 | 185 | 92  | 93   |
| Catuense-BA            | 7   | 2  | 1  | 4  | 5   | 9   | -4   |
| Caxias-RS              | 7   | 3  | 1  | 3  | 9   | 12  | -3   |
| CE Rio Branco          | 125 | 62 | 31 | 32 | 229 | 141 | 88   |
| Ceará                  | 7   | 2  | 4  | 1  | 9   | 7   | 2    |
| Central-PE             | 3   | 0  | 2  | 1  | 1   | 3   | -2   |
| Ceres                  | 4   | 2  | 1  | 1  | 7   | 6   | 1    |
| Colatina               | 4   | 3  | 0  | 1  | 6   | 3   | 3    |
| Confiança-SE           | 6   | 4  | 1  | 1  | 8   | 2   | 6    |
| Corinthians            | 3   | 0  | 0  | 3  | 2   | 10  | -8   |
| Coritiba               | 2   | 0  | 1  | 1  | 1   | 2   | -1   |
| CRB                    | 7   | 3  | 0  | 4  | 8   | 13  | 5    |
| Criciúma               | 4   | 1  | 1  | 2  | 2   | 5   | -3   |
| Cruzeiro               | 4   | 0  | 1  | 3  | 3   | 15  | -12  |
| CSA                    | 5   | 2  | 2  | 1  | 7   | 4   | 3    |
| Desportiva-ES          | 24  | 10 | 6  | 8  | 27  | 18  | 9    |
| Duque de Caxias        | 11  | 3  | 4  | 4  | 15  | 16  | -1   |
| Entrerriense           | 5   | 3  | 1  | 1  | 10  | 6   | 4    |
| Estrela do Norte-ES    | 7   | 4  | 1  | 2  | 10  | 9   | 1    |
| Figueirense            | 6   | 3  | 1  | 2  | 11  | 9   | 2    |
| Flamengo               | 83  | 11 | 14 | 58 | 74  | 199 | -125 |
| Fluminense de Feira-BA | 6   | 5  | 1  | 0  | 11  | 3   | 8    |
| Fluminense             | 82  | 14 | 22 | 46 | 73  | 147 | -74  |
| Friburguense           | 36  | 17 | 9  | 10 | 32  | 31  | 1    |
| Gama                   | 4   | 0  | 1  | 3  | 3   | 8   | -5   |
| Goiânia-GO             | 4   | 2  | 1  | 1  | 9   | 3   | 6    |
| Goiatuba-GO            | 6   | 4  | 0  | 2  | 11  | 7   | -4   |
| Goytacaz               | 224 | 79 | 71 | 74 | 313 | 312 | 1    |
| Grêmio-RS              | 2   | 0  | 1  | 1  | 0   | 2   | -2   |
| Guarany-SP             | 5   | 1  | 0  | 4  | 2   | 14  | -12  |
| Ipatinga-MG            | 6   | 1  | 3  | 2  | 6   | 2   | 4    |
| Itaperuna              | 30  | 9  | 14 | 7  | 23  | 19  | 4    |
| Joinville              | 8   | 2  | 3  | 3  | 8   | 9   | -1   |
| Juventude-RS           | 3   | 0  | 1  | 2  | 0   | 2   | -2   |
| Juventus-SP            | 10  | 4  | 4  | 2  | 9   | 7   | 2    |
| Londrina               | 5   | 1  | 2  | 2  | 4   | 6   | -2   |
| Macaé Esporte          | 19  | 9  | 4  | 6  | 27  | 23  | 4    |
| Madureira              | 48  | 20 | 12 | 17 | 71  | 56  | 15   |
| Mesquita               | 8   | 3  | 4  | 1  | 10  | 4   | 6    |
| Náutico                | 4   | 1  | 1  | 2  | 2   | 4   | -2   |
| Nova Cidade            | 4   | 3  | 0  | 1  | 6   | 1   | 5    |
| Nova Iguaçu            | 11  | 3  | 3  | 5  | 13  | 18  | -5   |
| Olaria                 | 59  | 25 | 20 | 14 | 74  | 50  | 24   |
| Operário-MS            | 5   | 1  | 3  | 1  | 4   | 5   | -1   |
| Paduano                | 9   | 6  | 1  | 2  | 25  | 10  | 15   |
| Palmeiras              | 5   | 0  | 3  | 2  | 3   | 6   | -3   |
| Paraná                 | 3   | 0  | 1  | 2  | 2   | 4   | -2   |
| Paysandu               | 6   | 3  | 1  | 2  | 6   | 3   | 3    |
| Ponte Preta            | 13  | 2  | 5  | 6  | 11  | 17  | -6   |
| Portuguesa-RJ          | 30  | 16 | 5  | 9  | 45  | 33  | 12   |
| Portuguesa-SP          | 5   | 1  | 2  | 2  | 4   | 4   | 0    |
| Quissamã               | 3   | 1  | 1  | 1  | 6   | 3   | 3    |
| Remo                   | 4   | 0  | 1  | 3  | 6   | 10  | -4   |
| Resende                | 7   | 2  | 1  | 4  | 9   | 10  | -1   |
| Rio Branco-ES          | 8   | 3  | 3  | 2  | 9   | 7   | 2    |
| Sampaio Correia-RJ     | 7   | 2  | 2  | 3  | 12  | 13  | -1   |
| Santa Cruz             | 9   | 5  | 1  | 3  | 13  | 12  | 1    |
| Santos                 | 3   | 2  | 0  | 1  | 7   | 6   | 1    |
| São Caetano            | 2   | 1  | 1  | 0  | 2   | 1   | 1    |
| São Cristovão          | 15  | 11 | 5  | 3  | 27  | 17  | 10   |
| São João da Barra      | 3   | 2  | 0  | 1  | 3   | 2   | 1    |
| São Paulo              | 3   | 0  | 1  | 2  | 4   | 9   | -5   |
| Sergipe                | 9   | 5  | 0  | 4  | 12  | 9   | 3    |
| Serra- ES              | 5   | 2  | 1  | 2  | 8   | 11  | -3   |
| Serra Macaense         | 7   | 2  | 2  | 3  | 7   | 11  | -4   |
| Serrano                | 10  | 4  | 6  | 0  | 10  | 4   | 6    |
| Sport                  | 3   | 1  | 1  | 1  | 3   | 3   | 0    |
| Tigres do Brasil       | 4   | 3  | 1  | 1  | 7   | 3   | 4    |
| Tuna Luso              | 4   | 2  | 1  | 1  | 5   | 3   | 2    |
| Tupi-MG                | 6   | 4  | 0  | 2  | 8   | 7   | 1    |
| Uberaba-MG             | 3   | 1  | 1  | 1  | 4   | 5   | -1   |
| União São João         | 6   | 2  | 2  | 2  | 8   | 8   | 0    |
| Vasco da Gama          | 83  | 14 | 21 | 48 | 73  | 157 | -84  |
| Vila Nova-GO           | 3   | 1  | 1  | 1  | 4   | 5   | -1   |
| Villa Nova-MG          | 5   | 3  | 1  | 1  | 6   | 3   | 3    |
| Vitória-BA             | 5   | 3  | 0  | 2  | 6   | 7   | -1   |
| Vitória-ES             | 5   | 1  | 3  | 1  | 9   | 6   | 3    |
| Volta Redonda          | 62  | 19 | 23 | 20 | 55  | 60  | -5   |
| XV de Novembro-SP      | 10  | 4  | 2  | 4  | 14  | 16  | -2   |
| ---------------------- | --- | -- | -- | -- | --- | --- | ---- |

### Confrontos nas principais competições
| Competição                | J   | V   | E   | D   | GP   | GC  | SG   |
| Campeonato Brasileiro     | 90  | 26  | 26  | 38  | 79   | 123 | -44  |
| Campeonato Brasileiro 2ªD | 257 | 100 | 64  | 93  | 304  | 289 | 15   |
| Campeonato Brasileiro 3ªD | 75  | 37  | 16  | 22  | 94   | 74  | 20   |
| Copa do Brasil            | 23  | 8   | 4   | 11  | 40   | 46  | -6   |
| Taça Rio-São Paulo        | 15  | 4   | 2   | 9   | 22   | 35  | -13  |
| Campeonato Carioca        | 744 | 238 | 228 | 278 | 766  | 936 | -170 |
| Campeonato Carioca 2ªD    | 106 | 50  | 25  | 31  | 153  | 121 | 32   |
| Campeonato Fluminense     | 85  | 25  | 16  | 15  | 110  | 67  | 43   |
| Copa Rio                  | 122 | 45  | 32  | 45  | 145  | 140 | 5    |
| Taça Guanabara 1980       | 5   | 3   | 1   | 1   | 6    | 3   | 3    |
| Campeonato Campista       | 505 | 273 | 120 | 112 | 1017 | 591 | 426  |
| Torneios                  | 74  | 22  | 18  | 34  | 87   | 117 | -30  |
| Amistosos                 | 162 | 55  | 36  | 71  | 285  | 297 | -12  |
| ------------------------- | --- | --- | --- | --- | ---- | --- | ---- |

### Confrontos nos principais estádios
| Estádio                 | J   | V   | E   | D   | GP   | GC  | SG   |
| Godofredo Cruz          | 752 | 358 | 223 | 171 | 1027 | 721 | 306  |
| Maracanã                | 72  | 12  | 9   | 51  | 61   | 169 | -108 |
| Ary de Oliveira e Souza | 113 | 47  | 40  | 26  | 155  | 113 | 42   |
| São Januário            | 42  | 6   | 12  | 24  | 31   | 88  | -57  |
| Moça Bonita             | 41  | 11  | 16  | 14  | 38   | 48  | -10  |
| Caio Martins            | 33  | 12  | 5   | 16  | 43   | 52  | -11  |
| Rua Bariri              | 30  | 8   | 14  | 15  | 33   | 45  | -12  |
| Raulino de Oliveira     | 26  | 8   | 7   | 11  | 24   | 29  | -5   |
| Conselheiro Galvão      | 25  | 5   | 8   | 12  | 26   | 37  | -11  |
| Leônidas da Silva       | 22  | 5   | 11  | 6   | 22   | 32  | -10  |
| Laranjeiras             | 15  | 2   | 9   | 4   | 13   | 24  | -11  |
| ----------------------- | --- | --- | --- | --- | ---- | --- | ---- |

## Ídolos
- Samuel
- Adalberto
- Alessandro
- Afrânio
- Amarildo
- Bodoque
- Branco
- Carlos
- Célio Silva
- Chico Preto
- Didi
- Dionísio
- Emílson Pessanha
- Ernani
- Evaldo
- Geraldo Braz
- Gil
- Haroldo
- Hélio Trigo
- Índio
- Joel Gomes
- Kieza
- Léo
- Luciano Viana
- Luisinho
- Luiz Alberto
- Luiz Carlos Salsichão
- Maguinho
- Mario Seixas
- Maneco
- Messias
- Miguel Gallo
- Negão
- Neném
- Norberto
- Odvan
- Osmar Lima
- Paulo Marcos
- Paulo Sérgio
- Paulo Roberto "Cabeção"
- Pinheiro
- Poli
- Serginho
- Soda
- Té
- Wederson
- Zé Carlos
- Zé Henrique
- Zé Luís
- Washington
- Willian

## Recordes

### Maiores públicos em campeonatos brasileiros
| Nº | Público | Mandante  | Placar | Visitante   | Data                   | Local                  |
| -- | ------- | --------- | ------ | ----------- | ---------------------- | ---------------------- |
| 1  | 22 853  | Americano | 2-2    | Flamengo    | 30 de Março de 1983    | Estádio Godofredo Cruz |
| 2  | 15 028  | Americano | 0-2    | Grêmio      | 27 de Agosto de 1975   | Estádio Godofredo Cruz |
| 3  | 13 450  | Americano | 1-4    | Santa Cruz  | 14 de Setembro de 1975 | Estádio Godofredo Cruz |
| 4  | 13 010  | Americano | 0-1    | Portuguesa  | 10 de Setembro de 1975 | Estádio Godofredo Cruz |
| 5  | 11 727  | Americano | 1-1    | Figueirense | 31 de Agosto de 1975   | Estádio Godofredo Cruz |

### Vitórias expressivas sobre os grandes doRJ
| Data               | Equipe #1 | Placar | Equipe #2     | Torneio                    |
| ------------------ | --------- | ------ | ------------- | -------------------------- |
| 3 de Maio de 1921  | Americano | 5–0    | Flamengo      | Amistoso                   |
| 2002               | Americano | 4–1    | Flamengo      | Campeonato Carioca de 2002 |
| 5 de Junho de 2002 | Americano | 4–3    | Vasco da Gama | Campeonato Carioca de 2002 |
| 2002               | Americano | 3–1    | Flamengo      | Campeonato Carioca de 2002 |
| 2002               | Americano | 3–1    | Botafogo      | Campeonato Carioca de 2002 |
| 2000               | Americano | 3–1    | Botafogo      | Campeonato Carioca de 2000 |
| 2002               | Americano | 3–1    | Fluminense    | Campeonato Carioca de 2002 |

### Amistosos internacionais
| Equipe #1 | Placar | Equipe #2                     |
| --------- | ------ | ----------------------------- |
| Americano | 3–0    | Uruguai                       |
| Americano | 3–0    | Uruguai B                     |
| Americano | 0–0    | Uruguai A                     |
| Americano | 1–1    | Brasil (Sub-18)               |
| Americano | 1–0    | Omã                           |
| Americano | 4–1    | Omã                           |
| Americano | 1–0    | Seleção de Toquio             |
| Americano | 4–0    | Malásia                       |
| Americano | 0–2    | Swansea City                  |
| Americano | 1–2    | Seleção de Toquio             |
| Americano | 1–0    | Seleção de Dubai              |
| Americano | 1–2    | Emirados Árabes Unidos        |
| Americano | 1–0    | Al Nasser                     |
| Americano | 1–0    | Arábia Saudita                |
| Americano | 2–2    | Seleção da Coréia             |
| Americano | 0–0    | Catar                         |
| Americano | 4–2    | Emirados Árabes Unidos        |
| Americano | 2–0    | Al Ahli                       |
| Americano | 1–1    | Etifad                        |
| Americano | 0–1    | Seleção Kuwaitiana de Futebol |
| Americano | 0–1    | Seleção da Coréia             |
| Americano | 2–3    | Tailândia                     |
| Americano | 5–1    | Indonésia                     |
| Americano | 2–2    | Malásia                       |
| Americano | 1–2    | Hallelujah FC                 |
| Americano | 8–1    | Pandang                       |
| Americano | 0–0    | Indonésia                     |
| Americano | 2–1    | Camarões                      |
| Americano | 3–1    | Angola                        |
| Americano | 4–0    | Huracán Buceo                 |

## Rivalidade
O Americano faz com seu maior rival citadino, o Goytacaz, o clássico de maior tradição e rivalidade do interior do estado do Rio de Janeiro, clássico este conhecido como Goyta-Cano. Em jogos entre os dois são 224 partidas com 79 vitórias para o Americano, 74 vitórias para o Goytacaz e 71 empates, o que mostra o tamanho equilíbrio do maior clássico do interior do estado.
Outro grande rival na cidade é o Rio Branco time tradicional de Campos dos Goytacazes. Outro rival na cidade é o Campos o roxinho time tradicional de Campos dos Goytacazes.

## Estatísticas do Goyta-Cano
- Total de jogos: 224
- Vitórias do Goytacaz: 74
- Vitórias do Americano: 79
- Empates: 71
- Gols do Goytacaz: 312
- Gols do Americano: 313
- Maior goleada do Goytacaz: 6 a 0 em 1943, Campeonato Campista.
- Maior goleada do Americano: 6 a 1 em 1966, Campeonato Campista.

Obs.: Nesta estatística estão faltando jogos pela Liga de Campos em 1917, 1918 e 1924 (Campos campeão), 1928 e 1929 (Rio Branco campeão), 1932 (Goytacaz e Campos campeões conjuntamente), 1943 (3º turno),1947 (2º turno), 1956 (Campos campeão), 1958, 1961 e 1962, (Rio Branco campeão) e a maior parte das partidas amistosas e de diversos torneios.
Seu rival mais recente é o Macaé Esporte FC.

## Fonte
- PARDO, Aristides Leo. No país do futebol, cidade sem memória: A História Futebolística de Campos dos Goytacazes. São Paulo: AgBook, 2010.
- VIANA, Eduardo. Implantação do futebol Profissional no Estado do Rio de Janeiro. Rio de Janeiro: Editora Cátedra, s/d.
- História do Futebol Campista, de Paulo Ourives.
- Almanaque Esportivo do Jubileu de Ouro do Futebol Campista, de Nilo Terra Areas.
- cacelain.com.br/blog
- Acervo digitalizados dos jornais A Batalha, A Manhã, A Noite, Correio da Manhã, Diário Carioca, Diário da Noite, Diário de Notícias, Gazeta de Notícias, Imprensa Popular, Jornal do Brasil, Jornal dos Sports, O Fluminense, O Imparcial, O Paiz, O Radical, Tribuna Popular e Última Hora, todos do Estado do Rio de Janeiro, contidos na página da internet da Biblioteca Nacional do Brasil hemerotecadigital.bn.br.